# Kościół św. Kazimierza Królewicza w Suwałkach
Kościół świętego Kazimierza Królewicza w Suwałkach – rzymskokatolicki kościół parafialny należący do parafii pod tym samym wezwaniem (dekanat Suwałki – św. Benedykta i Romualda diecezji ełckiej).
Budowa świątyni została rozpoczęta w czerwcu 2006 roku. Kościół został wzniesiony jako pomnik wdzięczności Bożej Opatrzności za dar wielkiego papieża Polaka – św. Jana Pawła II. Pod względem architektonicznym kościół to nowoczesna budowla, która w dniu 18 maja 2011 roku została uroczyście poświęcona przez biskupa ełckiego Jerzego Mazura, z towarzyszeniem biskupa Romualda Kamińskiego.